# Nordjyllands Trafikselskab
Nordjyllands Trafikselskab (NT) (svenska: Nordjyllands trafikbolag) är ett företag som organiserar kollektivtrafiken i Nordjylland i Danmark, det vill säga Region Nordjylland. Bolaget grundades och tog över ansvaret för kollektivtrafiken 1 januari 2007 från Nordjyllands amt. Det ägs av Region Nordjylland och elva kommuner.